# Chilia Veche (gmina)
Chilia Veche – gmina w Rumunii, w okręgu Tulcza. Obejmuje miejscowości Câșlița, Chilia Veche, Ostrovu Tătaru i Tatanir. W 2011 roku liczyła 2132 mieszkańców. 